# فرس البحر كبير الرأس
فرس البحر كبير الرأس (الاسم العلمي: Hippocampus grandiceps) (بالإنجليزية: Big-head seahorse)‏ هو نوع من الأسماك يتبع جنس فرس البحر من فصيلة زمارات البحر.